# Nomadland
Nomadland è un film drammatico del 2020 scritto, diretto, co-prodotto e montato da Chloé Zhao.
Adattamento cinematografico del libro della giornalista Jessica Bruder Nomadland - Un racconto d'inchiesta (2017), il film, con protagonista Frances McDormand, ha vinto il Leone d'oro alla 77ª Mostra internazionale d'arte cinematografica di Venezia, il Golden Globe per il miglior film drammatico e per la miglior regista, oltre a tre premi Oscar, rispettivamente per il miglior film, la miglior regia e la migliore attrice protagonista.

## Trama
Dopo aver perso il marito e il lavoro durante la grande recessione del 2007-2013, la sessantenne Fern lascia la città industriale di Empire, in Nevada, per attraversare gli Stati Uniti occidentali sul suo furgone, facendo la conoscenza di altre persone che, come lei, hanno deciso o sono state costrette a vivere una vita da nomadi moderni, al di fuori delle convenzioni sociali.

## Produzione

### Sviluppo
Il progetto nacque dall'incontro di Frances McDormand e Chloé Zhao agli Independent Spirit Awards 2018, a cui entrambe erano candidate. Le riprese si tennero nell'autunno del 2018. Annunciato nel febbraio 2019, con l'acquisto dei diritti di distribuzione statunitensi da parte della Fox Searchlight Pictures, il film ebbe un budget compreso tra i 4 e i 6 milioni di dollari.

## Promozione
Il teaser trailer del film fu diffuso online l'8 settembre 2020, seguito dal primo trailer il 14 dicembre dello stesso anno.

## Distribuzione

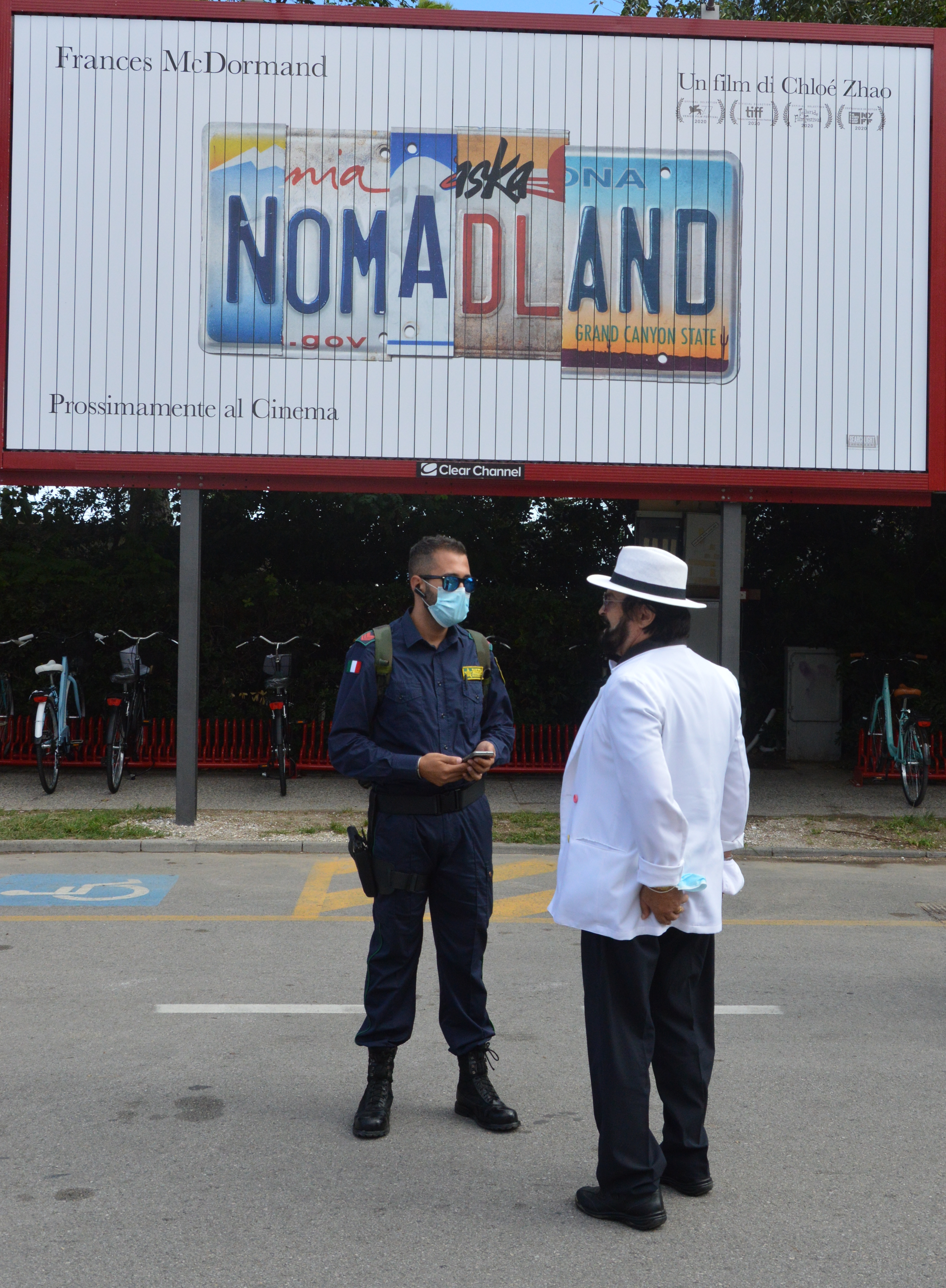
Cartellone promozionale del film al Lido di Venezia nel settembre 2020.

Il film è stato presentato in anteprima l'11 settembre 2020, contemporaneamente alla 77ª Mostra internazionale d'arte cinematografica di Venezia, e, nello stesso giorno, è stato proiettato al Toronto International Film Festival.
Nomadland è stato distribuito da Searchlight Pictures nelle sale cinematografiche IMAX statunitensi il 29 gennaio 2021. Il 19 febbraio 2021 è stato distribuito nei cinema e in contemporanea sulla piattaforma di streaming on demand Hulu. Inizialmente prevista per il 4 dicembre 2020, l'uscita del film è stata rimandata a causa della pandemia di COVID-19: il film è stato trasmesso in streaming per una settimana in occasione di un evento virtuale del Film at Lincoln Center di New York a partire dal 4 dicembre 2020.
A causa della pandemia di COVID-19, il film è stato, inoltre, distribuito in diversi territori internazionali sulla piattaforma di video on demand Disney+, nella sezione Star. Il film fu distribuito su Star il 9 aprile 2021 in Canada e il 30 aprile 2021 in Danimarca, Finlandia, Irlanda, Islanda, Italia, Norvegia, Paesi Bassi, Regno Unito, Spagna e Svezia. In Italia il film è stato distribuito nelle sale cinematografiche il 29 aprile 2021.

## Accoglienza

### Critica
Il film è stato acclamato dalla critica cinematografica.
Sull'aggregatore di recensioni Rotten Tomatoes riceve un indice di gradimento del 93%, con un voto medio di 8.8 su 10 basato su 433 recensioni. Il commento del sito web recita: "Un poetico studio dei personaggi sui dimenticati e gli emarginati, Nomadland cattura splendidamente l'irrequietezza seguita alla grande recessione". Su Metacritic ottiene un punteggio medio di 91 su 100 basato su 54 recensioni.

## Riconoscimenti
- 2021 - Premi Oscar[19]
  - Miglior film
  - Miglior regista a Chloé Zhao
  - Miglior attrice a Frances McDormand
  - Candidatura per la miglior sceneggiatura non originale a Chloé Zhao
  - Candidatura per la miglior fotografia a Joshua James Richards
  - Candidatura per il miglior montaggio a Chloé Zhao
- 2021 - Golden Globe[20]
  - Miglior film drammatico
  - Miglior regista a Chloé Zhao
  - Candidatura per la migliore attrice in un film drammatico a Frances McDormand
  - Candidatura per la migliore sceneggiatura a Chloé Zhao
- 2021 - British Academy Film Awards[21]
  - Miglior film
  - Miglior regista a Chloé Zhao
  - Migliore attrice protagonista a Frances McDormand
  - Migliore fotografia a Joshua James Richards
  - Candidatura per la migliore sceneggiatura non originale a Chloé Zhao
  - Candidatura per il miglior montaggio a Chloé Zhao
  - Candidatura per il miglior sonoro
- 2020 - Boston Society of Film Critics Awards[22]
  - Miglior film
  - Miglior regista a Chloé Zhao
  - Miglior fotografia a Joshua James Richards
- 2020 - British Independent Film Awards[23]
  - Miglior film indipendente internazionale
- 2020 - Chicago Film Critics Association Awards[24][25]
  - Miglior film
  - Miglior regista a Chloé Zhao
  - Migliore attrice a Frances McDormand
  - Migliore sceneggiatura non originale a Chloé Zhao
  - Miglior fotografia a Joshua James Richards
  - Candidatura per il miglior attore non protagonista a David Strathairn
  - Candidatura per il miglior montaggio a Chloé Zhao
- 2020 - Los Angeles Film Critics Association Awards[26]
  - Miglior regista a Chloé Zhao
- 2020 - New York Film Critics Circle Awards[27]
  - Miglior regista a Chloé Zhao
- 2020 - Mostra internazionale d'arte cinematografica[28][29]
  - Leone d'oro al miglior film
  - Menzione speciale al premio SIGNIS
  - Premio Fair Play al cinema - Vivere da sportivi
- 2020 - Toronto International Film Festival[30]
  - Premio del pubblico
- 2020 - Gotham Independent Film Awards[31][32]
  - Miglior film
  - Premio del pubblico
  - Candidatura per la miglior attrice a Frances McDormand
- 2021 - Independent Spirit Awards[33]
  - miglior film
  - miglior regista a Chloé Zhao
  - miglior fotografia a Joshua James Richards
  - miglior montaggio a Chloé Zhao
  - Candidatura per la miglior attrice protagonista a Frances McDormand
- 2021 - National Society of Film Critics Awards[34]
  - Miglior film
  - Miglior regista a Chloé Zhao
  - Miglior attrice a Frances McDormand
  - Miglior fotografia a Joshua James Richards
- 2021 - San Diego Film Critics Society Awards[35][36]
  - Miglior regista a Chloé Zhao
  - Migliore fotografia a Joshua James Richards
  - Candidatura per il miglior film
  - Candidatura per la migliore attrice a Frances McDormand
  - Candidatura per la migliore sceneggiatura non originale a Chloé Zhao
- 2021 - Satellite Award[37]
  - Miglior film drammatico
  - Miglior regista a Chloé Zhao
  - Migliore attrice in un film drammatico a Frances McDormand
  - Candidatura per il miglior attore non protagonista a David Strathairn
  - Candidatura per la miglior sceneggiatura non originale a Chloé Zhao
  - Candidatura per la migliore fotografia a Joshua James Richards
  - Candidatura per il miglior montaggio a Chloé Zhao
  - Candidatura per il miglior sonoro a Sergio Diaz, Zach Seivers e M. Wolf Snyder
- 2021 - Dorian Awards[38]
  - Film dell'anno
  - Film dall'impatto visivo più coinvolgente dell'anno
  - Regista dell'anno a Chloé Zhao
  - Candidatura per l'attrice dell'anno a Frances McDormand
  - Candidatura per la sceneggiatura dell'anno a Chloé Zhao